# Hallettsville
Hallettsville är administrativ huvudort i Lavaca County i Texas. Orten har fått sitt namn efter grundaren Margaret L. Hallett. Hon var änka efter John Hallett som var en av de första bosättarna i området. Enligt 2010 års folkräkning hade Hallettsville 2 550 invånare.